# 浪漫主義 (專輯)
《浪漫主義》是鄧麗君的第九張由金牛宮唱片公司出版的專輯。內含有鄧麗君於1988年至1989年的主打歌曲，分別為〈香港〉、和。
鄧麗君於1990年（即是這專輯推出後的一年），便開始處於半退休狀態。生活重心開始移往法國，置產購屋。

## 關於《香港》

《香港》單曲碟，於1989年3月出版。

## 《浪漫主義》收录歌曲
1. 香港 Hong Kong
2. 悲しい自由
3. 道化師
4. 冬のひまわり
5. 恋人たちの神話
6. 明日のゆくえ
7. ワインカラーの記憶
8. 硝子の摩天楼
9. 星のしずくに濡れて

## 相关條目
- 鄧麗君